# Municipio de Walker (condado de Moniteau)
El municipio de Walker (en inglés: Walker Township) es un municipio ubicado en el condado de Moniteau en el estado estadounidense de Misuri. En el año 2010 tenía una población de 6992 habitantes y una densidad poblacional de 25,1 personas por km².

## Geografía
El municipio de Walker se encuentra ubicado en las coordenadas 38°39′26″N 92°30′33″O / 38.65722, -92.50917. Según la Oficina del Censo de los Estados Unidos, el municipio tiene una superficie total de 278.58 km², de la cual 276.62 km² corresponden a tierra firme y (0.7%) 1.96 km² es agua.

## Demografía
Según el censo de 2010, había 6992 personas residiendo en el municipio de Walker. La densidad de población era de 25,1 hab./km². De los 6992 habitantes, el municipio de Walker estaba compuesto por el 93.55% blancos, el 0.51% eran afroamericanos, el 0.31% eran amerindios, el 0.47% eran asiáticos, el 0.11% eran isleños del Pacífico, el 3.75% eran de otras razas y el 1.29% pertenecían a dos o más razas. Del total de la población el 6.88% eran hispanos o latinos de cualquier raza.